# Тумба (Гургур)
 Вижте пояснителната страница за други значения на Тумба.
Тумба, известна и като Гургур тумба (на македонска литературна норма: Гургур Тумба), е археологически обект край град Битоля (Битола), Северна Македония.

## Местоположение
Намира се в равнината на около 2,5 km източно от града, в предградието Гургур, непосредствено до индустриалната зона, където се намират фирмите „Битолатекс“, „Илинден“ и други.

## Характеристики
Тумбата е с правилна кръгла основа с диаметър 250 m и височина 3 m. Горните повърхностни слоеве са повредени от земеделски работи. В 1952 година Народният музей в Битоля, в сътрудничество с Философския факултет на Любянския университет, извършва разкопки, а в 1981 година са извършени нови сондажни разкопки. Работата показва, че това е многопластово селище, с културен пласт от 3,40 m, в който са разграничени два жилищни хоризонта. Откритите многобройни фрагменти от керамични съдове, костени, каменни и кремъчни оръдия на труда определят селището като среднонеолитно и принадлежи към Велушко-Породинската културна група. Наосите се съхраняват в Института и музей в Битоля.